# Момчило Джуич
Момчило Джуич (на сръбски: Момчило P. Ђујић) е командир на сръбските четници по време на Втората световна война, княз, свещеник.
По произход от сръбския черногорски клан Васоевичи.

## Биография
Момчило Джуич е роден на 27 февруари 1907 година в село Ковачич, Австро-Унгария.